# اوتولوکوس پیتانی
اوتولوکوس پیتانی منجم و ریاضی‌دان یونانی بود که در حدود ۳۱۰ ق م برآمد. وی از معاصران اقلیدس‌، ولی اندکی از اقلیدس سالمندتر بود.
او دو رساله دربارهٴ نجوم ریاضی نوشت: دربارهٴ فلک محرّک و دربارهٴ طلوع و غروب، که هر دو بعداً در نجوم کوچک گردآوری شده است. فلک محرّک، فلک ستارگان است. این کتاب بیشتر از ریاضیات (مثلاً مقطع کره به وسیلهٴ سطح) گفتگو می‌کند، تا از نجوم.
اقلیدس نتایج اوتولوکوس را در پدیده‌های خود به کار برده است، ولی معلومات اقلیدس از یک رسالهٴ قدیم‌تر دربارهٴ کرویات (علم اُکر)، احتمالاً مربوط به اودوکسوس یا حتی مقدم بر آن اخذ شده بود.
اوتولوکوس نخستین کسی بود که کوشید مشکلات ناشی از نظریهٴ افلاک متحدالمرکز، مخصوصاً این موضوع، را توضیح دهد که اختلافات ظاهری در اندازهٴ نسبی خورشید و ماه و اختلافات در درخشندگی سیارات نشانهٴ اختلاف فاصلهٴ آنها از زمین است.

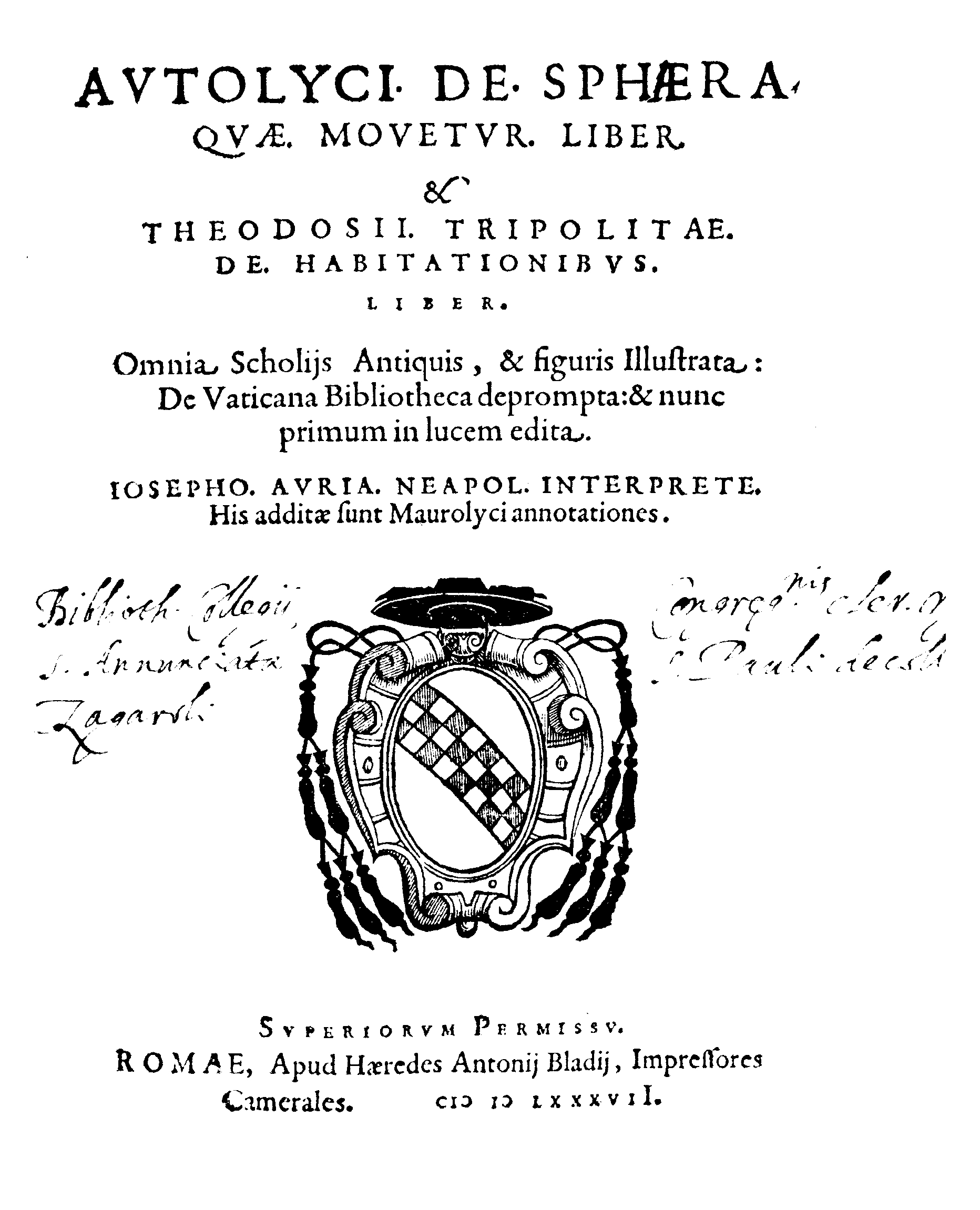
De sphaera quae movetur liber, 1587